# Oederemia diadela
Oederemia diadela là một loài bướm đêm trong họ Noctuidae.